# Rijksconcordaat

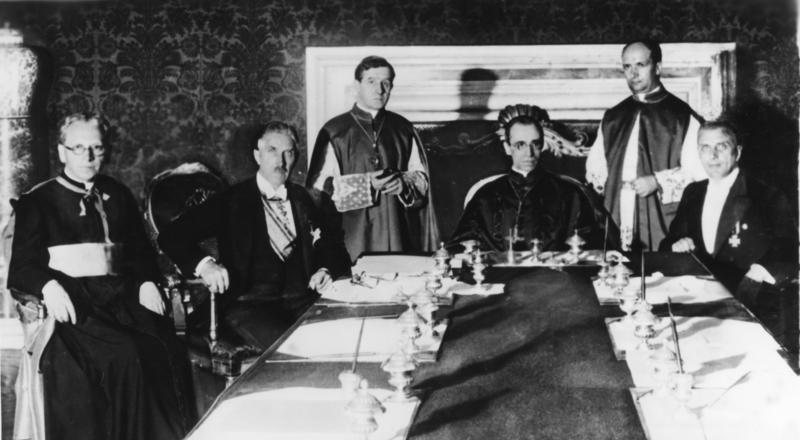
Ondertekening concordaat. Van links naar rechts Ludwig Kaas, Franz von Papen, Giuseppe Pizzardo, Eugenio Pacelli, Alfredo Ottaviani, Rudolf Butmann

Het Rijksconcordaat (Duits: Reichskonkordat), ook wel Concordaat van Rome genoemd, is een concordaat tussen de Heilige Stoel en het Derde Rijk. Het werd op 20 juli 1933 ondertekend, enerzijds door Eugenio kardinaal Pacelli namens paus Pius XI en anderzijds door Franz von Papen namens president Paul von Hindenburg. Het concordaat wordt nog steeds in Duitsland gebruikt om de verhouding tussen de Rooms-Katholieke Kerk en de Duitse staat te regelen.

## Voorgeschiedenis
Uit angst voor het communisme oefende kardinaal Pacelli en de nuntius Cesare Orsenigo druk uit op de politiek om geen coalities meer aan te gaan met liberalen en sociaaldemocraten. In plaats daarvan moest samenwerking worden aangegaan met de protestantse Duits-nationalen en nationaalsocialisten. Deze visie stond haaks op de mening van de andere Duitse bisschoppen die de nazi-leer onverenigbaar achtten met de katholieke leer. Deze was vastgelegd in een verklaring op 30 september 1930. Na de machtsovername was deze verklaring onhoudbaar geworden. Om problemen met de nazi-regering te voorkomen werd daarom afstand gedaan van deze verklaring. Een ander belangrijk argument van de voorstanders was dat met het concordaat de kerk een deel van haar autonomie zou behouden en in staat zou blijven (in besloten kring) kritisch te blijven over de nazi-regering. Met het concordaat beloofde de nazi-regering de katholieke kerk in Duitsland
ongemoeid te laten.

## Het Concordaat
De betrokken partijen kwamen tot een overeenstemming op 8 juli 1933. Het concordaat is op 20 juli 1933 ondertekend door kardinaal Pacelli (de latere paus Pius XII) en Franz von Papen, vice-kanselier van Duitsland, onder rijkskanselier Adolf Hitler (sinds 30 januari 1933). Pacelli verleende von Papen de hoge pauselijke onderscheiding van het grootkruis van de Orde van Pius.
Passage uit artikel 14 van het Rijksconcordaat:
De benoemingen van aartsbisschoppen, bisschoppen en dergelijken zullen niet eerder worden bekendgemaakt dan nadat de rijksstadhouder zich er naar behoren van vergewist heeft dat er geen bezwaren van algemeen politieke aard bestaan.